# Autonomic Neuroscience: Basic and Clinical
Autonomic Neuroscience: Basic and Clinical est une revue scientifique à comité de lecture (dont le titre  pourrait être rendu en français par : Neurosciences du système nerveux autonome, fondamentales et cliniques) couvrant la recherche sur le système nerveux autonome. Publiée par Elsevier, elle et est l'organe officiel de l'International Society for Autonomic Neuroscience (en) (ISAN), la Société internationale pour les neurosciences autonomiques.

## Histoire
Le journal est créé par Chandler McCluskey Brooks en 1978  sous le nom de Journal of the Autonomic Nervous System et prend son titre actuel en 2000. À partir de 1985, et pendant de nombreuses années par la suite, son rédacteur en chef est Geoffrey Burnstock de la faculté de médecine de l'University College de Londres (UCL Medical School). Celui-ci est ensuite remplacé par le neurologue américain Roy Freeman[réf. souhaitée].
Les abstracts des articles publiés sont librement disponibles et la revue est indexée par MEDLINE / PubMed. Selon le Journal Citation Reports, son facteur d'impact  en 2018 est de 2,247.